# Psilomélane
La psilomélane est un mélange, de minéraux formé d'oxydes de manganèse noirs et durs, dont la hollandite et la romanèchite. La psilomélane est constituée d’oxyde de manganèse hydraté avec des quantités variables de baryum. La psilomélane est connue à tort et rarement sous le nom d’hématite noire, bien qu’elle ne soit pas apparentée à l’hématite véritable, qui est un oxyde de fer.

## Formule
La formule brute peut être représentée par Ba(MnII,MnIV)8O16(OH)4 ou par (Ba,H2O)2Mn5O10. Le minéral est parfois considéré comme un manganate de manganèse hydraté, mais de composition douteuse. La quantité de manganèse présente correspond à 70-80 % d'oxyde manganeux avec 10-15 % d'oxygène disponible.

## Caractéristiques
La psilomélane n’a pas de composition chimique définie et se présente sous forme de masses botryoïdales et stalactitiques avec une surface lisse et brillante et un éclat submétallique. Le minéral se distingue facilement des autres oxydes de manganèse hydratés (manganite et wad (en)) par sa dureté supérieure de 5 à 6 ; La densité varie de 3,7 à 4,7. Le trait est noir brunâtre et la cassure lisse. Le minéral contient souvent des impuretés mélangées, telles que des hydroxydes de fer. Il est soluble dans l’acide chlorhydrique avec dégagement de chlore gazeux.

## Histoire et occurrence
Le nom, qui remonte à 1758, fait référence à son aspect caractéristique, du grec ancien ψιλός : psilos (nu, lisse, chauve) et μέλας : melas (noir) ; une forme latinisée est calvonigrite de calvo (chauve, lisse) et negri (noir).
Il s’agit d’un minerai commun et important de manganèse, présent dans les mêmes conditions et ayant les mêmes applications commerciales que la pyrolusite. On le trouve dans de nombreuses localités ; parmi celles qui ont livré des spécimens botryoïdaux typiques, on peut citer la mine de fer de Restormel à Lostwithiel en Cornouailles, Brendon Hills (en) dans le Somerset, Hoy dans les Orcades, Sayn près de Coblence, Hout Bay près du Cap et Crimora dans le comté d'Augusta, en Virginie. Avec la pyrolusite, elle est exploitée à grande échelle dans le Vermont, la Virginie, l’Arkansas et la Nouvelle-Écosse.

## Galerie d'images

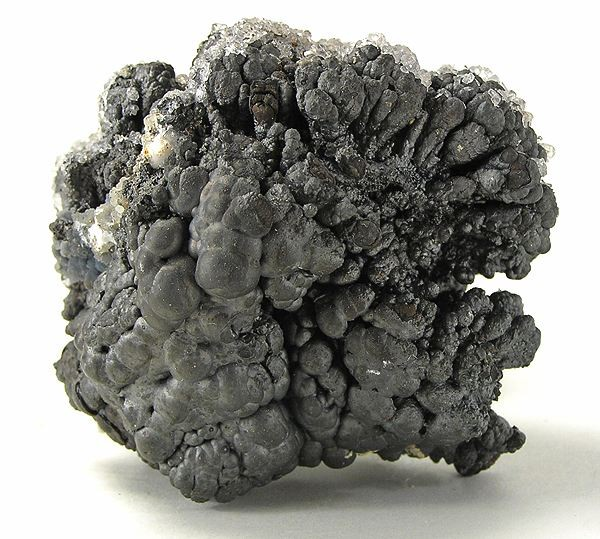
Un échantillon d'oxyde de manganèse
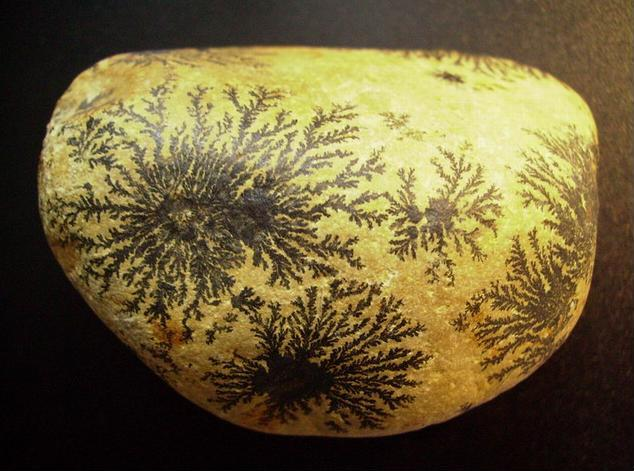
Psilomélane dendritique sur un galet
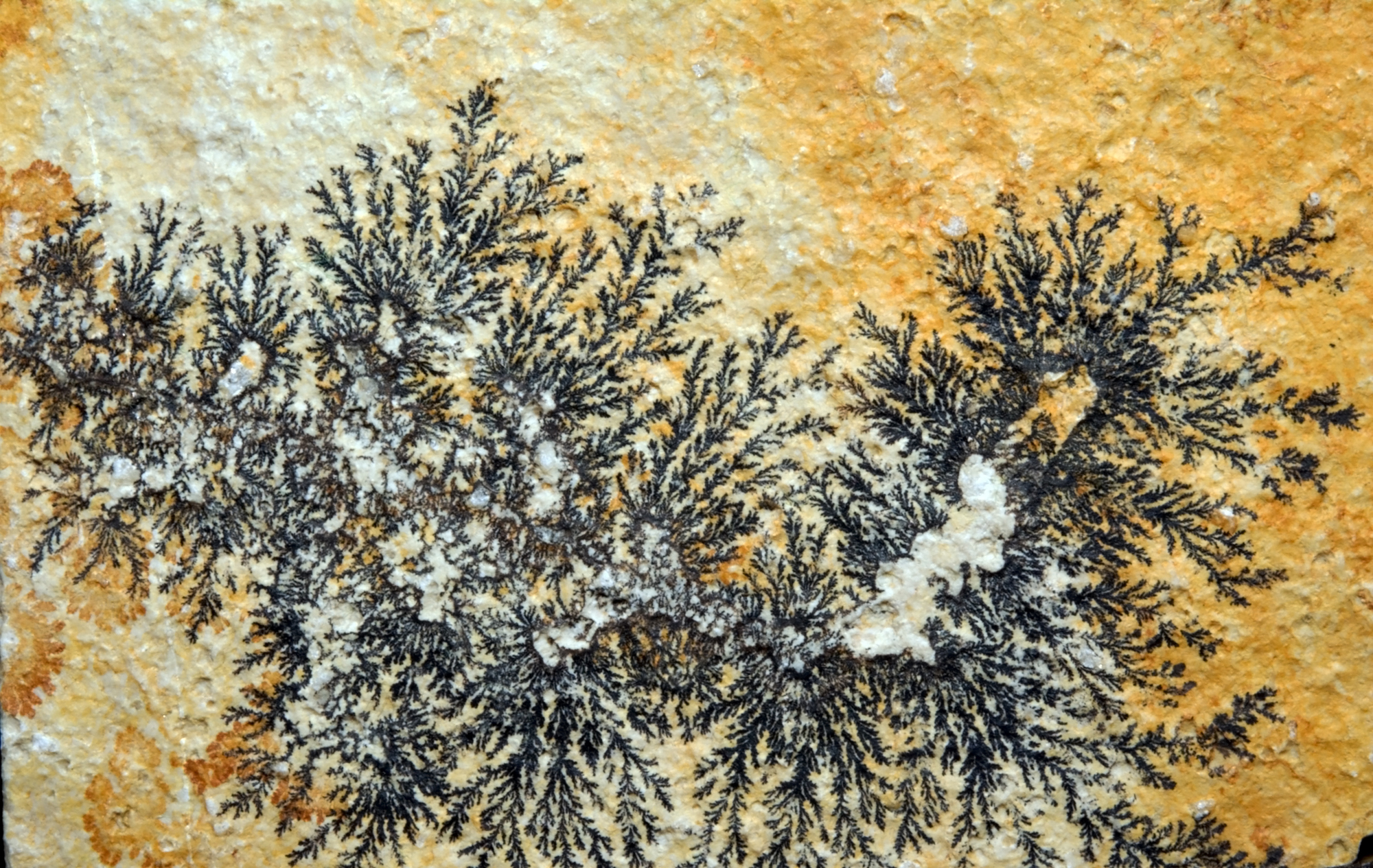
Psilomélane et pyrolusite des carrières de calcaire de Solnhofen, Solnhofen, Franconie, Bavière, Allemagne
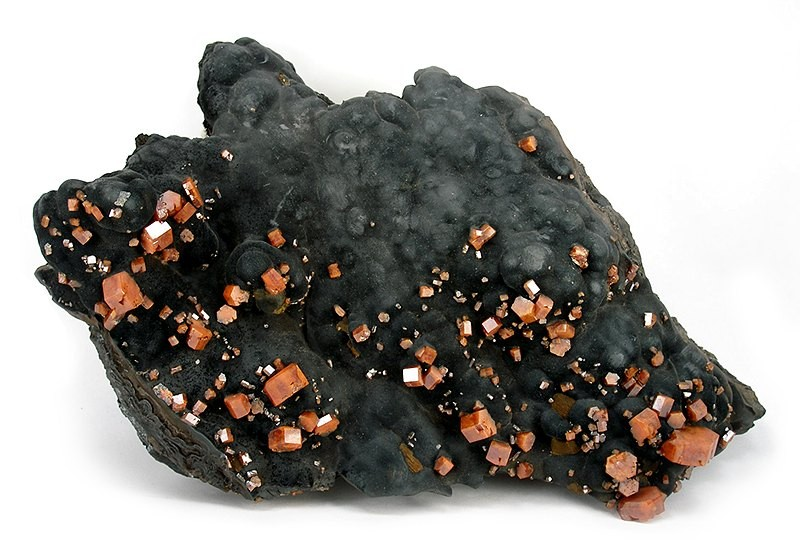
Vanadinite et psilomélane de Taouz, province d'Errachidia, région de Meknès-Tafilalet, Maroc